# Витимский каскад ГЭС
Витимский каскад ГЭС — проектируемый комплекс ГЭС на реке Витим в Бурятии и Иркутской области.
- Первая ступень — проектируемая Мокская ГЭС, планируемая мощность которой — 1200 МВт, среднегодовая выработка — 4,54 млрд кВт·ч.
- Вторая ступень — проектируемая Ивановская ГЭС, планируемая мощность которой — 210 МВт, среднегодовая выработка — 1,03 млрд кВт·ч.
- Третья ступень — проектируемая Янгудинская ГЭС, планируемая мощность которой — 360 МВт.
- Четвертая ступень — проектируемая Каралонская ГЭС, планируемая мощность которой — 450 МВт.
- Пятая ступень — проектируемая Сигнайская ГЭС, планируемая мощность которой — 590 МВт.
- Шестая ступень — проектируемая Бодайбинская ГЭС, планируемая мощность которой — 600 МВт[1].

В утверждённой «Генеральной схеме размещения объектов электроэнергетики до 2020 года» Мокская ГЭС и её контррегулятор Ивановская ГЭС присутствуют со сроком 2016—2020 гг.